# Ennio Girolami
Ennio Girolami (14 de janeiro de 1935 — 16 de fevereiro de 2013), às vezes chamado como Thomas Moore, foi um ator italiano de cinema e televisão.
Nascido em Roma, filho do diretor Marino Girolami e irmão do também diretor Enzo G. Castellari, Girolami fez sua estreia no cinema aos 18 anos com um papel de peso em Fratelli d'Italia, de Fausto Saraceni e, sem seguida, apareceu em grande número de filmes, às vezes como ator principal, trabalhando entre outros com Alberto Lattuada, Federico Fellini, Mauro Bolognini e Giuseppe De Santis. De 1960, ele trabalhou quase exclusivamente com o pai e o irmão.